# E3 Harelbeke 1976
De E3 Harelbeke 1976 is de negentiende editie van de wielerklassieker E3 Harelbeke en werd verreden op 20 maart 1976. Walter Planckaert kwam na 228 kilometer als winnaar over de streep. De gemiddelde uursnelheid van de winnaar was 40,12 km/u.

## Uitslag
| Rang | Naam                | Tijd   |
| ---- | ------------------- | ------ |
| 1    | Walter Planckaert   | 5u41'  |
| 2    | Walter Godefroot    | z.t.   |
| 3    | Daniel Verplancke   | +25"   |
| 4    | Eric Leman          | z.t.   |
| 5    | Ronny Van De Vijver | z.t.   |
| 6    | Roger De Vlaeminck  | +35"   |
| 7    | Pol Lannoo          | +45"   |
| 8    | André Delcroix      | z.t.   |
| 9    | Ferdinand Bracke    | +50"   |
| 10   | Joop Zoetemelk      | +1'35" |

1958 · 1959 · 1960 · 1961 · 1962 · 1963 · 1964 · 1965 · 1966 · 1967 · 1968 · 1969 · 1970 · 1971 · 1972 · 1973 · 1974 · 1975 · 1976 · 1977 · 1978 · 1979 · 1980 · 1981 · 1982 · 1983 · 1984 · 1985 · 1986 · 1987 · 1988 · 1989 · 1990 · 1991 · 1992 · 1993 · 1994 · 1995 · 1996 · 1997 · 1998 · 1999 · 2000 · 2001 · 2002 · 2003 · 2004 · 2005 · 2006 · 2007 · 2008 · 2009 · 2010 · 2011 · 2012 · 2013 · 2014 · 2015 · 2016 · 2017 · 2018 · 2019 · 2020 · 2021 · 2022 · 2023 · 2024

Lijst van beklimmingen